# 普萊奧內斯山
普萊奧內斯山（英語：Mount Pleiones），是南極洲的山峰，位於維多利亞地的彭內爾海岸，處於馬里納冰川源頭，由新西蘭南極名稱諮詢委員會命名，現時由南極條約體系管理。